# Лазар Лазаров (історик)
Лазар Лазаров (мак. Лазар Лазаров; 2 лютого 1945, Зрновці — 14 травня 2020, Скоп'є) — македонський історик, професор.

## Біографія
Початкову школу закінчив у рідному селі, середню школу в Кочанах та закінчив філософський факультет - історичну групу в Скоп'є (1966-1970). Деякий час працював викладачем середньої школи "Георгі Димитров", працював у РСВР - Скоп'є, а потім в ІНІ у відділі Національно-визвольної війни та новітньої історії (1971-2004). Здобув ступінь магістра на тему «Суспільно-політичні організації при відбудові та будівництві Македонії (1944-1948)» (1975) і докторську ступінь «Соціально-економічний розвиток Народної Республіки Македонія (1944-1957)» (1984).
Згодом він переїхав працювати в ФОН у Скоп'є (2004).